# Tournoi d'échecs de Bilbao

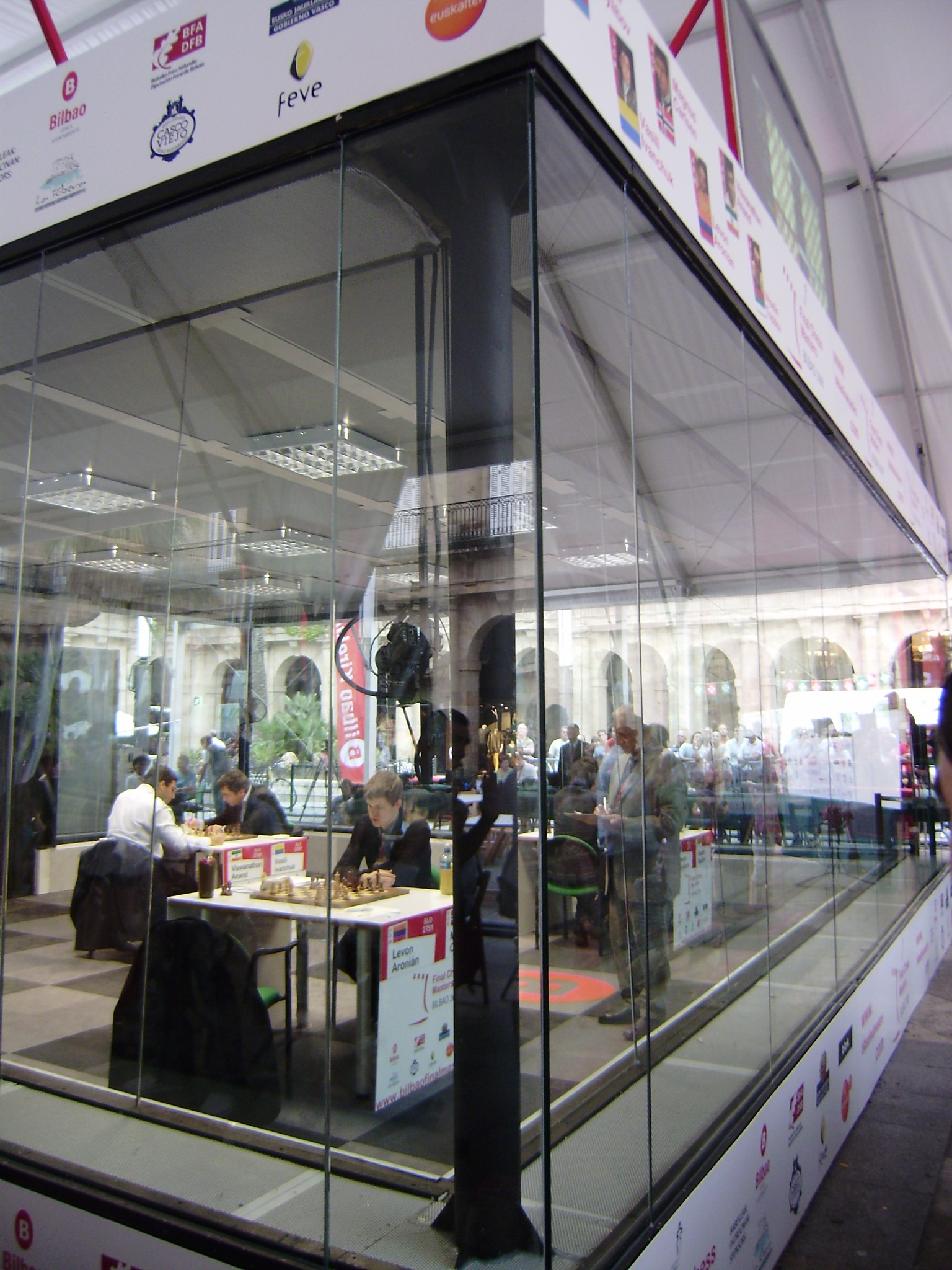
Le tournoi de Bilbao en 2008. Le vainqueur de 2011 et 2012, Magnus Carlsen est au premier plan.

Le tournoi d'échecs de Bilbao (en anglais Bilbao Chess) ou Finale du Masters d'échecs de Bilbao ((en)Bilbao Chess Masters Final, (es) Final de Maestros de Bilbao), appelé jusqu'en 2015 la Finale du grand chelem d'échecs ((en)Grand Slam Masters Final), est un tournoi à deux tours du jeu d'échecs organisé de 2008 à 2016. Le tournoi rassemblait chaque année à Bilbao quatre ou six des meilleurs joueurs mondiaux. En 2011 et 2012, il eut lieu en partie à São Paulo. Le tournoi se déroulait jusqu'en 2015 en septembre ou en octobre ; en 2016, le tournoi fut disputé en juillet pour pouvoir accueillir les deux finalistes du championnat du monde, Carlsen et Kariakine.

## Vainqueurs
3 victoires
Magnus Carlsen (en 2011, 2012 et 2016), cinq participations
2 victoires
Levon Aronian (en 2009 et 2013), six participations
1 victoire
- Veselin Topalov (en 2008), une seule participation
- Vladimir Kramnik (en 2010), une seule participation
- Viswanathan Anand (en 2014), six participations
- Wesley So (en 2015), deux participations

1 première place ex æquo, battus au départage
- Vassili Ivantchouk (en 2011), deux participations
- Fabiano Caruana (en 2012), une participation
- Anish Giri (en 2015), deux participations

## Organisation
Une victoire rapporte trois points et une partie nulle un point. Il y avait quatre participants en 2009, 2010, 2013, 2014 et 2015 et six participants en 2008, 2011 et 2012.

## Palmarès
| Édition Année | Édition Année | Dates                     | Catégorie (Elo moyen) | Joueurs | Vainqueur et score                                  | Deuxième(s)                                     | Troisième(s)                                        | Autres participants                                      |
| ------------- | ------------- | ------------------------- | --------------------- | ------- | --------------------------------------------------- | ----------------------------------------------- | --------------------------------------------------- | -------------------------------------------------------- |
| 1             | 2008          | 1-13 septembre            | 21 (2 769)            | 6       | Veselin Topalov 17 / 30 (+4 −1 =5)                  | Levon Aronian Magnus Carlsen 13 / 30 (+3 –3 =4) |                                                     | 4e : Ivantchouk, 12 5e : Radjabov : 10 6e : Anand : 8    |
| 2             | 2009          | 6-12 septembre            | 20 (2740)             | 4       | Levon Aronian 13 / 18 (+4 −1 =1)                    | Aleksandr Grichtchouk 8 / 18 (+2 –2 =2)         | Sergueï Kariakine 7 / 18                            | 4e : Chirov : 3                                          |
| 3             | 2010          | 9-15 octobre              | 22 (2 789)            | 4       | Vladimir Kramnik 10 / 18 (+2 =4)                    | Viswanathan Anand 8 / 18 (+1 =5)                | Magnus Carlsen 6 / 18                               | 4e : Chirov : 4 Éliminés à Shangaï : Aronian et Wang Hao |
| 4             | 2011          | 25 septembre – 10 octobre | 22 (2 788)            | 6       | Magnus Carlsen (après départage) 15 / 30 (+3 −1 =6) | Vassili Ivantchouk 15 / 30 (+4 –3 =3)           | Hikaru Nakamura 12 / 30                             | 4e : Aronian : 12 5e : Anand : 12 6e : Vallejo Pons : 10 |
| 5             | 2012          | 23 septembre – 13 octobre | 22 (2 781)            | 6       | Magnus Carlsen (après départage) 17 / 30 (+4 −1 =5) | Fabiano Caruana 17 / 30 (+4 −1 =5)              | Levon Aronian 11 / 30                               | 4e : Kariakine : 10 5e : Anand : 9 6e : Vallejo Pons : 6 |
| 6             | 2013          | 7 – 12 octobre            | 21 (2 762)            | 4       | Levon Aronian 10 / 18 (+2 =4)                       | Michael Adams 9 / 18 (+2 −1 =3)                 | Shakhriyar Mamedyarov Maxime Vachier-Lagrave 5 / 18 |                                                          |
| 7             | 2014          | 14-20 septembre           | 21 (2 754)            | 4       | Viswanathan Anand 11 / 18 (+3 −1 =2)                | Levon Aronian 10 / 18 (+2 −1 =3)                | Ruslan Ponomariov Francisco Vallejo Pons 5 / 18     |                                                          |
| 8             | 2015          | 26 octobre - 1er novembre | 22 (2 785)            | 4       | Wesley So (après départage) 8 / 18 (+1 =5)          | Anish Giri 8 / 18 (+1 =5)                       | Wiswanathan Anand Ding Liren 5 / 18                 |                                                          |
| 9             | 2016          | 13-23 juillet             | 22 (2 778)            | 6       | Magnus Carlsen 17 / 30 (+4 −1 =5)                   | Hikaru Nakamura 12 / 30 (+1 =9)                 | Wei Yi Wesley So 11 / 30 (+1 −1 =8)                 | 5e : Kariakine : 9 6e : Giri : 7                         |

## Sélection des participants

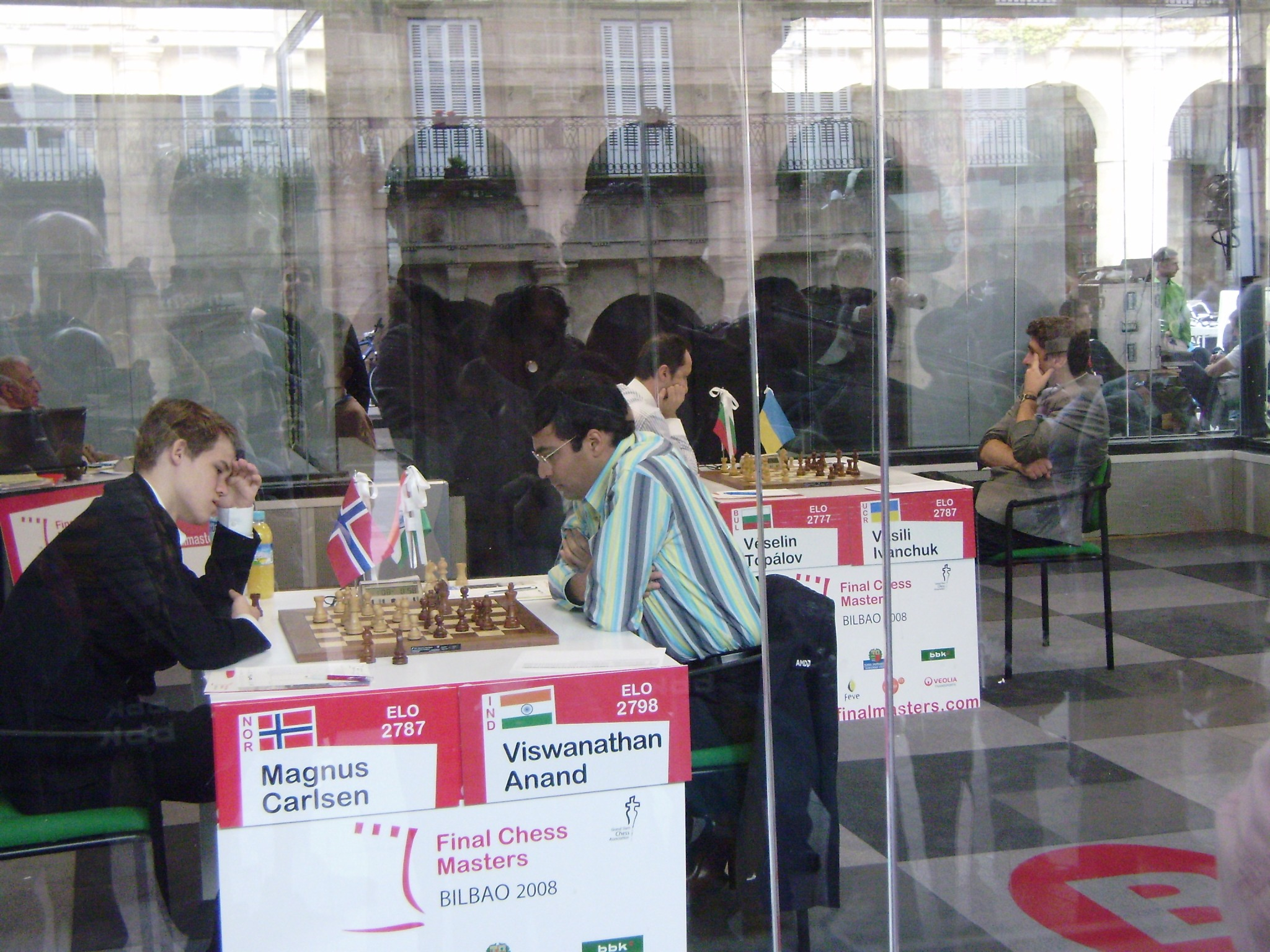
La finale de 2008.

### Les tournois du grand chelem
À la fin des années 2000, l'Association pour le grand chelem (Grand Slam Chess Association) regroupait les organisateurs de plusieurs tournois dont Wijk aan Zee (Corus), Linares, Nankin (Pearl Spring) et Sofia (Mtel). L'association décida de créer un tournoi à Bilbao qui réunirait les vainqueurs ou deuxièmes des plus importants de ces tournois. Au fil des années s'ajoutèrent à la liste des joueurs invités le champion du monde en titre ou les premiers des tournois de Bazna (tournoi des rois), Dortmund ou Moscou (mémorial Tal).
La finale du grand chelem disputée à Bilbao opposait habituellement les vainqueurs des tournois du « grand chelem » :
- le tournoi de Wijk aan Zee (disputé en janvier et appelé « tournoi Corus » puis « tournoi Tata Steel »),
- le tournoi de Linares (disputé en février-mars), en 2008 et 2009,
- le tournoi d'échecs de Sofia (tournoi « Mtel », disputé en mai), en 2008 et 2009,
- le tournoi de Nankin (tournoi « Pearl Spring », disputé en octobre de l'année précédente) en 2009, 2010 et 2011,

Aux vainqueurs de ces tournois se sont ajourés :
- le vainqueur du mémorial Tal (disputé en juin ou novembre), jusqu'en 2012.
- le vainqueur du tournoi des rois de Bazna-Mediaș (Roumanie) disputé en juin 2010 et 2011,
- le vainqueur du tournoi de Dortmund en 2012 et 2013,
- le vainqueur du Festival de Bienne  en 2013 (Vachier-Lagrave).
- le vainqueur du tournoi Chess Classic de Londres en 2010, 2011, 2015 et 2016.

Outre les vainqueurs des tournois du grand chelem, le champion du monde de 2007 à 2013, Viswanathan Anand, était régulièrement invité. Anand participa six fois au tournoi : en 2008 (sixième et dernier un mois avant le Championnat du monde d'échecs 2008 contre Kramnik), en 2010 (terminant deuxième), en 2011 (il finit cinquième), en 2012 (cinquième), 2014 (vainqueur du tournoi) et en 2015. Il ne fut absent que des éditions de 2009, 2013 et 2016.
Magnus Carlsen participa cinq fois : en 2008 (vainqueur de Wijk aan Zee), 2010 (vainqueur de wijk aan Zee, Medias, Nankin et Londres), 2011 (vainqueur de Londres, Medias et Bienne), 2012 (vainqueur à Moscou, mémorial Tal) et 2016 (vainqueur du tournoi de Wijk aan Zee).
Levon Aronian participa six fois au tournoi : en 2008 (vainqueur à Wijk aan Zee), 2009 (en remplacement de Topalov), 2011 (vainqueur du mémorial Tal), 2012 (vainqueur à Wijk aan Zee), 2013 (vainqueur du mémorial Alekhine) et 2014 (vainqueur du tournoi de Wijk aan Zee).

### 2008
En 2008, six invitations sont envoyées aux premiers et deuxièmes des tournois de Wijk aan Zee, de Linares et de Sofia (tournoi Mtel).
Magnus Carlsen et Levon Aronian avaient remporté Wijk aan Zee devant Anand et Radjabov ; Anand, le tournoi de Linares devant Carlsen ; Ivantchouk, le tournoi de Sofia (devant Topalov et Radjabov) et le mémorial Tal en août 2008. Ces six joueurs furent sélectionnés.
Le tournoi était disputé en septembre 2008, moins de deux mois avant le Championnat du monde d'échecs 2008.
Topalov remporte le tournoi devant Carlsen et Aronian. Anand finit dernier.

### 2009
En 2009, quatre invitations furent envoyées aux vainqueurs des tournois de Wijk aan Zee, Linares, Nankin 2008 et Sofia.
Sergueï Kariakine avait remporté le tournoi de Wijk aan Zee ; Chirov, le tournoi de Sofia ; Topalov, le tournoi de Nankin de 2008 et Grichtchouk, le tournoi de Linares. Ces quatre joueurs furent sélectionnés. Veselin Topalov, vainqueur du tournoi de Nankin de 2008 et vainqueur de la finale du grand chelem de 2008, qui devait disputer un championnat du monde en 2010, fut remplacé par le deuxième du tournoi de Nankin 2008, Levon Aronian (également 2e-4e du tournoi de Wijk aan Zee).
Aronian remporta le tournoi une ronde avant la fin avec 13 points sur 18 et 5 points d'avance (une victoire rapportait trois points) sur Grichtchouk (8/12), Kariakine (7/12) et Chirov (3/12).

### 2010: Shangaï et Bilbao
En 2010, les tournois de Linares (avril) et Sofia (mai) ne furent plus organisés. Magnus Carlsen remporta les autres tournois du grand chelem : Wijk aan Zee 2010 (devant Kramnik et Chirov) et le tournoi de Nankin de 2009 (devant Topalov), ainsi que le Mediaș 2010. Le champion du monde, Anand, participa également à la finale du grand chelem. Le tournoi de Bilbao eut quatre participants ; les deux places restantes du tournoi furent décidées par un tournoi à quatre joueurs disputé à Shanghaï en 2010 :
- Chirov (deuxième-troisième à Wijk aan Zee et premier joueur espagnol) ;
- Kramnik (deuxième-troisième à Wijk aan Zee et vainqueur du mémorial Tal 2009) ;
- Aronian (vainqueur du Masters de 2009)
- Wang Hao (premier joueur chinois et vainqueur du tournoi de Sarajevo 2010).

Chirov remporta cette demi-finale qualificative devant Kramnik (ils avaient fini deuxièmes ex æquo à Wijk aan Zee), Aronian (2e-3e) et, à la quatrième place, Wang Hao. Kramnik battit Aronian lors d'un match de départage pour la deuxième place et se qualifia pour la finale de Bilbao.
Kramnik remporta la finale du Masters à Bilbao avec deux victoires et quatre parties nulles (+2, =4) devant Anand (+1, =5), Carlsen (+1, −2, =3) et Chirov (−2, =4).

### 2011: São Paulo et Bilbao
En 2010-2011, Carlsen avait remporté le tournoi de Nankin de 2010 (devant Anand) et le tournoi des rois (au départage devant Kariakine). Hikaru Nakamura avait gagné le tournoi de Wijk aan Zee devant Anand. Kramnik, vainqueur en 2010, et Kariakine déclinèrent l'invitation et furent remplacés par Vallejo Pons (premier joueur espagnol) et Vassili Ivantchouk (vainqueur du festival de Gibraltar avec 9 points sur 10). Le champion du monde Viswanathan Anand et Levon Aronian, numéro trois mondial et vainqueur du mémorial Tal en novembre 2010, furent également invités.
Le premier tour du tournoi de 2011 eut lieu à São Paulo et en fut le vainqueur. Après le deuxième tour à Bilbao, Carlsen et Ivantchouk étaient ex æquo. Carlsen fut vainqueur après un départage en blitz gagné contre Ivantchouk : 1,5 – 0,5. Troisième : Nakamura ; quatrième : Aronian ; le champion du monde Anand finit avant-dernier.

### 2012: São Paulo et Bilbao
En 2012, seul le tournoi de Wijk aan Zee avait eu lieu pendant l'année écoulée. Son vainqueur fut Aronian (no 2 mondial). Magnus Carlsen, vainqueur du mémorial Tal en novembre 2011, no 1 mondial depuis juin 2011, vainqueur du grand chelem de 2011 et deuxième ex æquo à Wijk aan Zee en 2012, fut invité ainsi que Anand (champion du monde) et Caruana (vainqueur de Dortmund et 2e-4e à Wijk aan Zee) avec Vallejo Pons (premier joueur espagnol) et Kariakine (1er-2e à Dortmund et deuxième au tournoi des rois 2011).
Le premier tour a lieu à São Paulo. Carlsen termine vainqueur après un départage en blitz  gagné contre Caruana : 2 – 0

### 2013
Le tournoi était disputé moins d'un mois avant le championnat du monde 2013. Anand et Carlsen qui préparaient leur match furent absent. Levon Aronian, deuxième à Wijk aan Zee (derrière Carlsen) et vainqueur du mémorial Alekhine, participa avec Maxime Vachier-Lagrave (vainqueur du festival de Bienne), Michael Adams (vainqueur à Dortmund) et Shakhriyar Mamedyarov, vainqueur des Grands Prix FIDE de Londres 2012 et Pékin 2013.

### 2014
Le tournoi 2014 réunissait quatre joueurs et avait lieu en même temps que la coupe d'Europe des clubs d'échecs. Anand, qui avait remporté le tournoi des candidats remporta le tournoi devant Aronian (vainqueur du tournoi de Wijk aan Zee), Ponomariov et Vallejo Pons (troisièmes ex æquo).

### 2015
Le Masters de Bilbao réunit quatre joueurs en 2015. Wesley So (deuxième à Wijk aan Zee) est vainqueur devant Giri (deuxième à Wijk aan Zee) après un départage en blitz (+1 =1). L'ancien champion du monde Anand est troisième et Ding Liren (deuxième à Wijk aan Zee) est quatrième. Le champion du monde, Carlsen, vainqueur de Wijk aan Zee, est absent.

### 2016
Le tournoi est disputé en juillet pour pouvoir accueillir les deux finalistes du championnat du monde, Carlsen et Kariakine. Le tournoi a six participants. Carlsen (vainqueur à Wijk aan Zee) remporte un troisième titre devant Nakamura (vainqueur du festival de Gibraltar) et Wesley So (vainqueur du tournoi de Bilbao en 2015).